# Fernelia obovata
Fernelia obovata är en måreväxtart som beskrevs av Jean-Baptiste de Lamarck. Fernelia obovata ingår i släktet Fernelia och familjen måreväxter.
Artens utbredningsområde är Mauritius. Inga underarter finns listade i Catalogue of Life.